# Картинки с выставки (мультфильм, 1972)
Картинки с выставки (фр. Tableaux d'une exposition) —  короткометражный мультфильм режиссера Александра Алексеева и Клер Паркер. В 1931 году Александр Алексеев создал игольчатый экран, с помощью него он создал несколько мультфильмов: Ночь на Лысой горе (1933), Нос (1963) и Три темы (1980), в том числе и Картинки с выставки.
Мультфильм снят на музыку одноименного цикла пьес для фортепиано композитора Модеста Петровича Мусоргского.

## Сюжет
Фильм-воспоминание, в котором под звуки музыки Мусоргского всплывают образы из детства режиссера (Александра Александровича Алексеева).